# 三國志Battlefield
『三國志Battlefield』（さんごくし・ばとるふぃーるど）は、2002年にコーエー（現・コーエーテクモゲームス）から発売されたWindows用の歴史シミュレーションゲーム、『三國志シリーズ』の1つである。同シリーズで初めてリアルタイムストラテジーの要素が導入された。ただし正規シリーズにはカウントされない。発売時には日本、韓国、台湾で同時リリースされた。

## 概要
プレイヤーは三国志時代の君主や太守となり、他国を軍事的に粉砕することを目的とする。
3カ国同時展開のため、ゲームクライアントは多国語対応となっており、自国語でコミュニケーションを取るための簡易メッセージ機能も搭載されている。

## Active Logistics Control Engine
Active Logistics Control Engine（動的兵站制御エンジン）という名称の兵站システムも特徴となっている。同システムをコーエーは内政の簡略化、兵站概念の実装、さらに戦術の深化という3つの要素を同時に実現するシステムとしていた。戦術、妖術、行軍術、水軍術、兵器術といった戦局を一変させる技術を開発する「太学（だいがく）」システムが搭載されている。また同盟により物資を互いに供給しあったり、技術を互いに利用しあうこともできる。